# 웨이류청
웨이류청(卫留成, 1946년 8월 허난성 주마뎬시 비양현 ~ )은 중화인민공화국의 사업가이자 정치인이다. 2003년부터 2007년까지 하이난성의 성장, 2006년부터 2011년까지 하이난 성 당위원회 서기를 지냈으며, 2006년부터 현재까지 하이난성 인민대표대회 상임위원회 주임을 맡고 있다.
| 전임 왕샤오펑 | 하이난성 성장 2004년 ~ 2007년 | 후임 뤄바오밍 |

| 전임 왕샤오펑 | 하이난성 당위원회 서기 2006년 ~ 2011년 | 후임 뤄바오밍 |